# Riu Nairobi

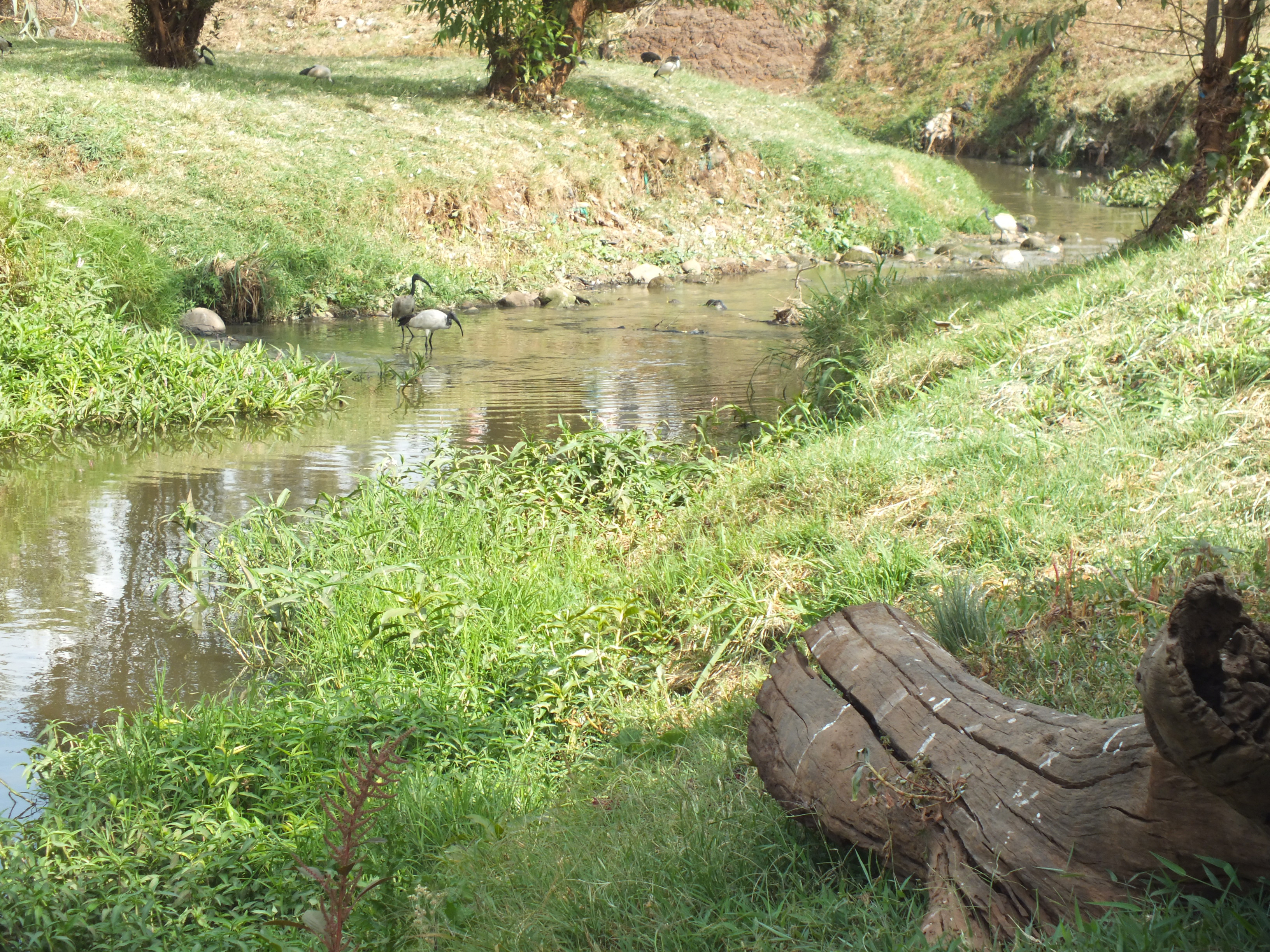
Riu Nairobi

El Nairobi és un riu que travessa la ciutat de Nairobi, la capital de Kenya. És el riu principal de l'anomenada conca del Nairobi, que és un complex d'uns quants rius que s'uneixen a l'est de Nairobi i es troben al riu Athi, que desemboca a l'oceà Índic.
Aquests rius són estrets i altament contaminats. tot i que els darrers esforços han obtingut fructífers guanys en la neteja del riu.
Durant l'època de pluges els esmentats rius solen inundar les zones més planeres per on passen.
La font de Nairobi Rivers es troba al pantà d'Ondiri, a Kikuyu.
El riu Nairobi té diversos afluents, inclosos (en ordre descendent de nord a sud):
- Riu Ruiru
- Riu Kamiti
- Riu Kasarani (també conegut com Gathara-ini)
- Ruaraka (també conegut com Rui Ruaka)
- Riu Karura
- Riu Gitathuru (també conegut com Getathuru)
- Riu Mathare
- Riu Nairobi (el canal principal)
- Kirichwa
- Riu Motoine-Ngong